# Muzeum Archeologiczne w Wiślicy
Muzeum Archeologiczne w Wiślicy – muzeum archeologiczno-historyczne, oddział Muzeum Narodowego w Kielcach; ulokowane w Wiślicy, 15 km na południe od Buska-Zdroju. Siedzibą muzeum jest wzniesiony w 2022 roku, Pawilon Archeologiczny ulokowany przy Placu Solnym 35. Muzeum utworzono 20 maja 1966 roku z inicjatywy Zespołu Badań Nad Polskim Średniowieczem. Do 2017 roku funkcjonowało jako Muzeum Regionalne. 
Wystawę główną stanowią niezwykle cenne relikty architektoniczne stanowiące zwarty zespół zabytkowy: 
- prawdopodobna misa chrzcielna – jeden z najbardziej kontrowersyjnych[potrzebny przypis] obiektów archeologicznych w Polsce. Współczesne badania weryfikacyjne dowiodły, że obiekt powstał nie wcześniej jak w XI w. tym samym negując jej domniemaną baptysteryjną funkcję[3].
- Relikty wczesnoromańskiego kościoła św. Mikołaja datowanego na XI wiek wraz z dobudowaną kaplicą grobową;
- Relikty I kolegiaty romańskiej fundacji Henryka Sandomierskiego wraz z unikatową w skali światowej posadzką gipsową z XII w.;
- Relikty II kolegiaty romańskiej wraz z pozostałościami ceramicznej, ornamentowanej posadzki, datowanej na XIII w.;
- Dom Długosza z 1460 r., w którym eksponowane są XV w. gotyckie polichromie.

Od drugiej połowy października 2009 roku Muzeum Regionalne w Wiślicy rozpoczęło działalność edukacyjną, mającą na celu przybliżenie najmłodszym historii poprzez udział w różnorakich zabawach i spotkaniach edukacyjnych. Efektem tych zajęć było uzyskanie 28 lutego 2011 r. tytułu Miejsca Odkrywania Talentów, przyznanego przez Ministra Edukacji Narodowej.
W 2017 roku Muzeum przystąpiło do realizacji projektu „Modernizacja Muzeum Archeologicznego w Wiślicy jako Oddziału Muzeum Narodowego w Kielcach wraz z otoczeniem w celu zabezpieczenia i ochrony unikatowych obiektów dziedzictwa narodowego” w ramach Programu Operacyjnego Infrastruktura i Środowisko na lata 2014–2020, VIII oś priorytetowa Ochrona dziedzictwa kulturowego i rozwoju zasobów kultury. Projekt pozwolił stworzyć unikatowy, ponad 150-metrowy, podziemny szlak łączący najważniejsze wiślickie artefakty. Jedna ścieżka turystyczna objęła dotychczas odrębne elementy ekspozycji muzealnej - pawilon archeologiczny oraz rezerwat archeologiczny w podziemiach bazyliki mniejszej.
Na wniosek Muzeum Narodowego w Kielcach wiślicki zespół zabytkowy tj. bazylika kolegiacka wraz z reliktami kościoła pw. św. Mikołaja oraz grodzisko na łąkach zostały w 2018 roku wyróżnione prestiżowym tytułem Pomnika Historii.